# そこに夢があった
『そこに夢があった』は、2006年1月13日から3月24日まで山陽放送で岡山、香川全域で放送された特別番組。

## 番組内容
岡山の地元アーティスト等をブッキングし、彼等にauのイメージリーダー的存在になってもらう。20代から30代のクリエティブな活動でナンバーワンを目指し活動している若者達を紹介。生き方へのこだわり、夢を持ち続ける姿勢を通して、岡山の新しい力をサポートする。

## キャスト
- 第一回：俳優 小山田真 （岡山市出身）
- 第二回：三味線エンターテイナー うめ吉 （倉敷市出身）
- 第三回：アコーディニスト 桧山学 （岡山市出身）
- 第四回：プロダンサー 今井誠 （岡山市在住）
- 第五回：造形作家 川埜隆三 （岡山市在住）
- 第六回：石田製帽 4代目を次ぐ石田兄弟 （笠岡市出身）
- 第七回：僧侶・写真家 篠原真祐 （岡山市出身、在住）
- 第八回：男女ユニット Angela （岡山市出身）
- 第九回：作曲家・プロデューサー 松原憲 （岡山市出身）
- 第十回：シンガーソングライター アンジェラ・アキ （中学時代岡山で過ごす）

## スタッフ
- 新小田みき（監督）